# Лазар Гиновски
Лазар Гиновски с псевдоним Насте (на македонска литературна норма: Лазар Гиновски - Насте) е югославски партизанин, деец на комунистическата съпротива във Вардарска Македония, капитан от резерва на Югославската народна армия.

## Биография
Роден е на 9 юли 1913 година в охридското село Белчища. През 1942 година влиза в ЮКП. В периода май 1943-1944 година е интендант в Главния щаб на НОВ и ПОМ. Делегат е на Първото заседание на АСНОМ и на второто и третото заседание на АВНОЮ. След Втората световна война е председател на Околийския народен комитет, на околийския съд. През 1957 година е директор на Предприятието за домашни занаяти. В периода 1949-1954 е републикански и съюзен пратеник. Член е на Главния комитет на НОВМ. Носител е на Партизански възпоменателен медал 1941 година.